# Justicia orosiensis
Justicia orosiensis är en akantusväxtart som beskrevs av L.H. Durkee. Justicia orosiensis ingår i släktet Justicia och familjen akantusväxter. Inga underarter finns listade i Catalogue of Life.